# Controversia de delimitación marítima entre Chile y Perú
La controversia de delimitación marítima entre Chile y Perú —oficialmente el caso concerniente a la delimitación marítima entre la República del Perú y la República de Chile— fue un diferendo planteado por la República del Perú a la República de Chile sobre la soberanía de una zona marítima de aproximadamente 37 000 km² en el océano Pacífico. Perú sostuvo que la delimitación del límite marítimo entre ambos países estaba aún sin determinar, pues no habrían firmado un tratado específico de límites marítimos, mientras que Chile sostuvo que no había temas limítrofes pendientes entre ambos, afirmando que existían tratados internacionales vigentes sobre la materia, suscritos en 1952 y 1954.
El diferendo involucraba el área marítima comprendida entre el paralelo de latitud que cruza el punto donde termina la frontera terrestre entre Chile y el Perú en la línea de la Concordia (el «Hito n.º 1» según Chile y el «Punto Concordia» o Punto 266 según el Perú) y la línea bisectriz a las perpendiculares a las costas chilenas y peruanas, formada por la superposición de las líneas de base de ambos países —que son sucesiones de puntos que determinan donde termina el borde costero y, en consecuencia, empieza el mar territorial propiamente tal—, que forma un trapecio de aproximadamente 67 139,4 km², de los cuales unos 38 000 km² eran considerados como soberanos por Chile y respecto de los cuales el Perú pedía una división equitativa. También se incluía el estatus de un triángulo marino —que fue denominado «triángulo externo»—, ubicado al occidente del trapecio antes mencionado, de 28 471,86 km², que Chile consideraba alta mar, y el Perú parte de su dominio marítimo por la proyección de sus líneas de base.
Se sumó a lo anterior, la disputa sobre un pequeño sector en tierra firme, de una superficie de 37 610 m² o 3,7 ha —que se ha llamado «triángulo terrestre»—, derivada de la divergencia en relación con la ubicación del punto final del límite terrestre e inicio de la frontera marítima entre ambos países, que según el Perú se encuentra en la costa, en la orilla del mar («Punto Concordia» según el Tratado de Lima del 3 de junio de 1929), y que Chile considera que se encuentra 182,3 metros tierra adentro («Hito n.º 1» y «Orilla del mar» según el Acta de Lima del 5 de agosto de 1930).
Esta controversia se remontaría a mediados de los años 1980. En 1985, el entonces ministro de Relaciones Exteriores del Perú Allan Wagner habría sido el primero en abordar formalmente este asunto, con el ministro de Relaciones Exteriores de Chile de la época, Jaime del Valle; al año siguiente, el embajador peruano Juan Miguel Bákula Patiño sostuvo una entrevista con el canciller chileno Jaime del Valle sobre esta materia, de la cual surgió una nota diplomática, fechada el 23 de mayo de 1986. Mediante la nota antes señalada, entregada por la embajada peruana en Santiago de Chile, el Perú manifestó a Chile su posición en torno a la necesidad de suscribir un tratado de límites marítimo, bajo la premisa que era preciso alcanzar una delimitación formal y definitiva de los espacios marinos, que complementan la vecindad geográfica entre el Perú y Chile; la respuesta chilena fue de estudiar el problema.
Chile ratificó la Convención sobre el Derecho del Mar en 1997 y, de conformidad a sus normas, en septiembre del 2000, depositó ante las Naciones Unidas sus cartas náuticas donde indicaba el paralelo 18°21′0″ como frontera marítima entre los dos países; ante ello el Perú formalizó su posición sobre el tema, mediante una nota enviada a las Naciones Unidas el 7 de enero de 2001, en la cual no reconoce la línea del paralelo como límite marítimo entre los dos países.
La discusión pública sobre este tema se reactivó en 2005, cuando el Congreso del Perú comenzó a tramitar un proyecto de ley sobre determinación de las líneas de base de dominio marítimo, estableciendo la anchura del dominio marítimo del Perú hasta la distancia de 200 millas marinas, utilizando una línea bisectriz en la zona sur, limítrofe con Chile; dicha ley fue aprobada y promulgada el 3 de noviembre de 2005.
El 16 de enero de 2008, el gobierno del presidente del Perú Alan García inició formalmente ante la Corte Internacional de Justicia el "caso concerniente a la delimitación marítima entre la República del Perú y la República de Chile" (case concerning maritime delimitation between the Republic of Peru and the Republic of Chile). Esta controversia implicó tangencialmente a Ecuador, como firmante de los tratados de 1952 y 1954, al ser notificado por la Corte de la existencia del caso, sin que finalmente interviniere en este.
El 27 de enero de 2014 la Corte Internacional de Justicia dio a conocer la sentencia que resolvió este caso, por la cual se decidió que el punto de inicio del límite marítimo entre el Perú y Chile es la intersección del paralelo que cruza el Hito n.º 1 con la línea de bajamar, y que la frontera marítima sigue el paralelo que pasa sobre el Hito n.º 1 hasta un punto situado 80 millas marinas de distancia, luego continúa en dirección sudoeste sobre una línea equidistante desde las costas de ambos países hasta su intersección con el límite de las 200 millas marinas medidas desde las líneas de base de Chile y, posteriormente, continúa hacia el sur hasta el punto de intersección con el límite de las 200 millas marinas medidas desde las líneas de base de ambos países. En consecuencia, adjudicó al Perú un área marítima de algo más de 50 000 km²  —22 000 km² considerados por Chile como parte de su zona económica exclusiva, y 28 471,86 km² como parte del alta mar—, y que pasaron a formar parte del mar peruano como zona económica exclusiva, y ratificó a Chile la soberanía —como mar territorial, hasta las 12 millas marinas— y los derechos soberanos —como zona económica exclusiva, hasta las 80 millas marinas—, respectivamente, sobre 16 352 km² de mar, que corresponde mayormente a aquel situado a menor distancia de la costa. La Corte definió el trazado de la frontera marítimas sin determinar las coordenadas geográficas precisas y dispuso que las partes debían proceder a determinar tales coordenadas de conformidad con el fallo, lo cual ocurrió el 25 de marzo de 2014.

## Antecedentes

### Tratados de Ancón (1883) y de Lima (1929)
Luego de la guerra del Pacífico, el Tratado de Ancón de 1883 y el posterior Tratado de Lima de 1929 establecieron de manera definitiva la frontera terrestre entre Chile y el Perú.

Artículo Segundo.- El territorio de Tacna y Arica, será dividido en dos partes. Tacna para el Perú y Arica para Chile. La línea divisoria entre dichas partes y, en consecuencia, la frontera entre los territorios del Perú y de Chile, partirá de un punto de la costa que se denominará "Concordia", distante diez kilómetros al norte del puente del río Lluta, para seguir hacia el oriente paralela a la vía de la sección chilena del ferrocarril de Arica a La Paz y distante diez kilómetros de ella, con las inflexiones necesarias para utilizar, en la demarcación, los accidentes geográficos cercanos que permitan dejar en territorio chileno las azufreras del volcán Tacora y sus dependencias, pasando luego por el centro de la laguna Blanca, en forma que una de sus partes quede en el Perú y la otra en Chile. Chile cede a perpetuidad a favor del Perú, todos sus derechos sobre los canales de Uchusuma y del Mauri, llamado también Azucarero, sin perjuicio de la soberanía que le corresponderá ejercer sobre la parte de dichos acueductos que queden en territorio chileno después de trazada la línea divisoria a que se refiere el presente artículo. Respecto de ambos canales, Chile constituye en la parte que atraviesan su territorio, el más amplio derecho de servidumbre a perpetuidad a favor del Perú. Tal servidumbre comprende el derecho de ampliar los Canales actuales, modificar el curso de ellos y recoger todas las aguas captables en su trayecto por territorio chileno, salvo las aguas que actualmente caen al río Lluta y las que sirven a las azufreras del Tacora.

Artículo Tercero.- La línea fronteriza a que se refiere el inciso primero del artículo segundo, será fijada y señalada en el territorio con hitos, por una comisión mixta compuesta de un miembro designado por cada uno de los Gobiernos signatarios, los que costearán, por mitad, los gastos comunes que esta operación requiera. Si se produjera algún desacuerdo en la comisión, será resuelto con el voto dirimente de un tercer miembro designado por el Presidente de los Estados Unidos de América, cuyo fallo será inapelable.
Tratado de Lima, 3 de junio de 1929

### Hitos fronterizos y acta de instalación de 1930
La Comisión Mixta de Límites Perú-Chile de 1930 tenía por objeto "[...] trazar la línea divisoria y colocar los hitos respectivos [...]". En el proceso inicial de demarcación no hubo acuerdo referente a la ubicación de la línea desde el océano Pacífico, hasta donde comenzaría la paralela distante diez kilómetros a la vía férrea de Arica a La Paz.
El delegado chileno propuso el criterio de seguir un paralelo geográfico, pretendiendo que la línea en la pampa de Escritos se ubicara a diez kilómetros del primer puente sobre el río Lluta en la dirección del norte verdadero, y que la divisoria hacia el oeste o sea hacia el mar debía trazarse en dirección perpendicular al meridiano; de acuerdo con el delegado peruano la divisoria debía situarse con todos sus puntos a la distancia de diez kilómetros.
Ante ello se suspendieron temporalmente los trabajos, a la espera de ser resuelto el asunto por las respectivas cancillerías.
La negociación se realizó en Santiago de Chile, entre el embajador peruano César A. Elguera y el ministro de Relaciones Exteriores de Chile Manuel Barros Castañón, emitiéndose las siguientes instrucciones, fechadas el 28 de abril de 1930, para el trazado de la línea de frontera sobre la Pampa de Escritos hasta el mar:

Santiago, 28 de abril de 1930.

HITO N°1.- Punto inicial, en la costa, de la línea fronteriza.

Para fijar este punto:
Se medirán 10 Km desde el primer puente del ferrocarril de Arica a la Paz sobre el río Lluta, en la dirección hacia el norte. En la Pampa de Escritos, y se trazará, hacia el poniente, un arco de diez kilómetros de radio, cuyo centro estará en el indicado puente y que vaya a interceptar la orilla del mar, de modo que cualquier punto del arco, diste 10 kilómetros del referido puente del ferrocarril de Arica a la Paz sobre el río Lluta.

Este punto de intersección del arco trazado, con la orilla del mar, será el inicial de la línea divisoria entre Chile y el Perú.
Se colocará un hito en cualquier punto del arco, lo más próximo al mar posible, donde quede a cubierto de ser destruido por las aguas del océano.

El punto inicial de la línea divisoria se calculó entonces según las anteriores instrucciones y en consonancia con lo dispuesto en el Tratado de Lima de 1929. El cumplimiento físico de tales instrucciones consta en el Acta Final de la Comisión de Límites entre Perú y Chile de 12 de julio de 1930, firmada en Arica por Federico Basadre, delegado del Perú, y Enrique Brieba, delegado de Chile, y que señala que "La línea de frontera demarcada parte del océano Pacífico en un punto en la orilla del mar situado a diez kilómetros hacia el noroeste del primer puente sobre el río Lluta de la vía férrea de Arica a la Paz".
Dicho punto corresponde a las coordenadas 18°21′8″ Latitud Sur y 70°22′39″ Longitud Oeste (WGS84), aunque dicha coordenadas no aparecen en ningún acta, tratado o nota oficial. Este es el llamado "Punto Concordia", según el Perú. El hito, es decir, la señal física que marca o refiere la línea divisoria, y que podía colocarse en cualquier punto del arco, se ubicó a 180 metros de la orilla del Océano Pacífico, que corresponde a las coordenadas 18°21′3″ Latitud Sur y 70º22'56" Longitud Oeste (sistema de coordenadas no especificado y que no corresponde a WGS84) y se le llamó "Hito 1" (con situación "Orilla de Mar").

### Declaraciones unilaterales de 1947
Tras la declaración por parte del presidente de los Estados Unidos, Harry Truman, de 28 de septiembre de 1945, de que el mar próximo a las costas de Estados Unidos era perteneciente a éstos –la declaración no menciona amplitud– y sometido a su jurisdicción y control, los diferentes estados de América comienzan a realizar sus propias declaraciones. Así, por ejemplo, lo hizo México, por decreto del presidente de 29 de octubre de 1945, Argentina, mediante decreto del presidente de la Nación de 11 de octubre de 1946.
El 23 de junio de 1947, el presidente chileno Gabriel González Videla emite una declaración presidencial sobre jurisdicción marítima, donde expresa que pertenece a la soberanía chilena los mares adyacentes a las costas del territorio nacional y el zócalo continental adyacente a las costas continentales e insulares, cualquiera que fuere su profundidad, dentro de la zona formada por la costa y "una paralela matemática proyectada en el mar a doscientas millas marinas de distancias de las costas continentales chilenas", sin desconocer los legítimos derechos de otros países sobre la base de la reciprocidad. Dicho documento fue publicado en el diario El Mercurio el día 29 de junio de 1947.
De igual manera, el 1 de agosto de ese mismo año, el gobierno del presidente peruano José Luis Bustamante y Rivero, mediante el Decreto Supremo n.º 781, declaró la soberanía y jurisdicción del Perú sobre el mar adyacente a las costas del territorio nacional, cualesquiera que fuera su profundidad y sobre la plataforma submarina o zócalo continental o insular adyacente a las costas continentales e insulares del territorio peruano, cualesquiera que fuera la profundidad y extensión que abarque dicho zócalo, reservándose "el derecho de establecer la demarcación de las zonas de control y protección de las riquezas nacionales en los mares continentales e insulares que quedan bajo el control del Gobierno del Perú, y de modificar dicha demarcación de acuerdo con las circunstancias sobrevinientes por razón de los nuevos descubrimientos, estudios e intereses nacionales que fueren advertidos en el futuro" y declarando desde luego "que ejercerá dicho control y protección sobre el mar adyacente a las costas del territorio peruano en una zona comprendida entre esas costas y una línea imaginaria paralela a ellas y trazada sobre el mar a una distancia de doscientas millas marinas, medida siguiendo la línea de los paralelos geográficos".

### Declaración de 1952 y Convenio de 1954
Otros países del continente realizaron reclamaciones similares, por lo que el Comité Jurídico Interamericano presentó el 30 de julio de 1952 el "Proyecto de Convención sobre Mar Territorial y Cuestiones Afines".
El 18 de agosto siguiente, sería suscrita por parte de Chile, Perú y el Ecuador la "Declaración de Zona Marítima" en Santiago de Chile, que establece el reconocimiento de las 200 millas náuticas de cada país, cuya definición corresponde a un minuto de arco sobre el paralelo de la línea del Ecuador:

[...]

II. Como consecuencia de estos hechos, los Gobiernos de Chile, Ecuador y Perú proclaman como norma de su política internacional marítima, la soberanía y jurisdicción exclusivas que a cada uno de ellos corresponde sobre el mar que baña las costas de sus respectivos países, hasta una distancia mínima de 200 millas marinas desde las referidas costas.

III. La jurisdicción y soberanía exclusivas sobre la zona marítima indicada incluye también la soberanía y jurisdicción exclusivas sobre el suelo y subsuelo que a ella corresponde.

IV. En el caso de territorio insular, la zona de 200 millas marinas se aplicará en todo el contorno de la isla o grupo de islas. Si una isla o grupo de islas pertenecientes a uno de los países declarantes estuviere a menos de 200 millas marinas de la zona marítima general que corresponde a otro de ellos, la zona marítima de esta isla o grupo de islas quedará limitada por el paralelo del punto en que llega al mar la frontera terrestre de los estados respectivos.

[...]
Declaración sobre Zona Marítima, 18 de agosto de 1952

De acuerdo con el Perú, dicha disposición tendría carácter excepcional y restringido a la delimitación de las fronteras marítimas solo donde se presentan islas, y que habría sido incluida a pedido de la delegación del Ecuador, puesto que cuenta con islas cercanas al Perú (isla Santa Clara). Para Chile, en cambio, dicha disposición no haría más que reafirmar que la norma general de división de las zonas marítimas, mediante el paralelo, tendría vigencia incluso en el caso de existencia de islas entre Estados vecinos, ya que ellas no podrían sobrepasar dicho límite.
En la zona fronteriza entre las zonas económicas exclusivas de los tres países se suscitaron diversos conflictos debido al constante paso de pescadores artesanales. Para evitar este tipo de problemas, Chile, Ecuador y Perú firman el "Convenio sobre Zona Especial Fronteriza Marítima" en la ciudad de Lima, el 4 de diciembre de 1954, durante la Conferencia Sobreexplotación y Conservación de las Riquezas Marítimas del Pacífico Sur. Este convenio, según su texto, se suscribió debido a que "se producen con frecuencia de modo inocente y accidental, violaciones de la frontera marítima entre los Estados vecinos", situaciones que se intentan regular con la creación de una "zona especial" de 10 millas marinas de ancho, a partir de las 12 millas marinas de la costa:

[...]

Primero. Establécese una zona especial, a partir de las 12 millas marinas de la costa, de 10 millas marinas de ancho a cada lado del paralelo que constituye el límite marítimo entre los dos países.

[...]
Convenio sobre Zona Especial Fronteriza Marítima, 4 de diciembre de 1954

Este Convenio sobre Zona Especial Fronteriza Marítima en su último artículo refrenda el Convenio de 1952, señalando que "Todo lo establecido en el presente Convenio se entenderá parte integrante, complementaria y que no deroga las resoluciones y acuerdos adoptados en la Conferencia sobre Explotación y Conservación de las Riquezas Marítimas del Pacífico Sur, celebrada en Santiago de Chile, en agosto de 1952".
Por otro lado, mediante la "Aclaración sobre disposiciones de los convenios", firmado en la misma fecha que el Convenio de 1954, se dejó constancia de que "la “presencia accidental” a que se refiere el artículo segundo del mismo será calificada exclusivamente por las autoridades del país cuyo límite marítimo jurisdiccional hubiere sido sobrepasado".
El gobierno del Perú, por Resolución Suprema N.º 23, publicada el 23 de enero de 1955, sobre "Delimitación de la zona marítima de las 200 millas", que buscaba precisar la manera de determinar en los trabajos cartográficos y de geodesia la zona marítima peruana de 200 millas, expresó que tal zona está "limitada en el mar por una línea paralela a la costa peruana y a una distancia constante de ésta, de 200 millas náuticas" (punto 1) y que, de conformidad "con el inciso IV de la Declaración de Santiago, dicha línea no podrá sobrepasar a la del paralelo correspondiente al punto en que llega al mar la frontera del Perú" (punto 2). El texto de la norma referida es el siguiente:

Resolución Suprema N° 23, Lima, 12 de enero de 1955

CONSIDERANDO: Que es menester precisar en los trabajos cartográficos y de geodesia la manera de determinar la zona marítima peruana de 200 millas a que se refiere el Decreto Supremo del 1° de agosto de 1947 y la Declaración Conjunta suscrita en Santiago el 18 de agosto de 1952 por el Perú, Chile y el Ecuador.

SE RESUELVE:

1.- La indicada zona está limitada en el mar por una línea paralela a la costa peruana y a una distancia constante de ésta, de 200 millas náuticas.

2.- De conformidad con el inciso IV de la Declaración de Santiago, dicha línea no podrá sobrepasar a la del paralelo correspondiente al punto en que llega al mar la frontera del Perú.

Regístrese, Comuníquese y Publíquese

Manuel A. Odría. Presidente de la República

David Aguilar Cornejo. Ministro de RR.EE

El Perú ratificó los acuerdos de 1952 y 1954 (la Declaración de Santiago, el Convenio sobre Zona Especial Fronteriza Marítima, y otros acuerdos y convenios relacionados) mediante la resolución legislativa n.º 12.305, del 6 de mayo de 1955 indicando que el Congreso del Perú había resuelto aprobar los "Acuerdos suscritos en la Primera y Segunda Conferencia sobre Explotación y Conservación de las Riquezas Marítimas del Pacífico Sur", que la misma resolución menciona (como la Declaración de Santiago), y los "Convenios firmados en la Segunda Conferencia sobre Explotación y Conservación de las Riquezas Marítimas del Pacífico Sur" (como el Convenio sobre Zona Especial Fronteriza Marítima). Esto se hizo efectivo por un decreto supremo de 10 de mayo y su publicación en el diario El Peruano, el 12 de mayo siguiente.
Por su parte, Ecuador los ratificó mediante el decreto n.º 2556, de 9 de noviembre de 1964, publicado en Registro Oficial de 18 de noviembre del mismo año.
Chile ratificó la Declaración de Santiago mediante el decreto supremo n.º 432, de 23 de septiembre de 1954, publicado en el Diario Oficial de 22 de noviembre de ese año y registrado en las Naciones Unidas el 12 de mayo de 1976; a su vez, el Convenio sobre Zona Especial Fronteriza Marítima fue ratificada por el decreto supremo N.º 519, de 16 de agosto de 1967, publicado en el Diario Oficial de 21 de septiembre de 1967, y registrado en las Naciones Unidas, conforme a la Convención del Mar, el 24 de agosto de 2004.

### Faros y actas de 1968 y 1969
Debido a continuas capturas de embarcaciones pesqueras, en las inmediaciones de la frontera de ambos países, el 26 de mayo de 1965, la embajada del Perú en Santiago de Chile presentó un memorándum en el que propuso "[...] como medio para prevenir la repetición de estos hechos, la conveniencia de que ambos países construyan, en la zona ribereña que les corresponde, un faro cada uno, a no más de cinco kilómetros de la zona fronteriza". Una nota semejante se envió el 3 de diciembre de 1965.
En el mismo sentido, el 6 de febrero de 1968, el Ministerio de Relaciones Exteriores del Perú remitió al encargado de negocios de Chile, la nota N.º 6-4-9 en la que le informaba que "[...] era conveniente que se proceda a construir por ambos países, postes o señales de apreciables proporciones y visibles a gran distancia, en el punto en el que la frontera común llega al mar, cerca del Hito número Uno". Chile respondió con una nota, el 8 de marzo de 1968, aceptando la propuesta de construir señales "[...] en el punto en el que la frontera común llega al mar, cerca del Hito número Uno".
En consultas informales entre las Cancillerías de ambos países, se decidió que las marcas, señales o faros se construirían en ambos territorios, en puntos alineados en la dirección del paralelo que cruza el Hito N.º 1 de la frontera terrestre; por lo anterior las instrucciones a los técnicos peruanos fue "estudiar la instalación de marcas de enfilación que señalen la ubicación del Hito número Uno de dicha frontera'".
El 26 de abril de 1968 las delegaciones técnicas designadas, por ambos países, para construir las ayudas físicas a la navegación, suscribieron un acta donde se consignó que "[...] acordaron elaborar el presente documento que se relaciona con la misión que les ha sido encomendada por sus respectivos gobiernos en orden a estudiar en el terreno mismo la instalación de marcas de enfilación visibles desde el mar, que materialicen el paralelo de la frontera marítima que se origina en el Hito número Uno". El acta en que se consignó dicho documento está firmada, en dos ejemplares originales de igual tenor, por Jorge Velando Ugarteche (embajador y jefe del Departamento de Fronteras del Ministerio de Relaciones Exteriores del Perú), Jorge Parra del Riego E. (subdirector de Hidrografía y Faros del Ministerio de Marina del Perú), José L. Rivera L.A. (especialista en Hidrografía del Ministerio de Marina del Perú), Alejandro Forch Petit (jefe del Departamento de Límites Internacionales del Ministerio de Relaciones Exteriores de Chile) y Alberto Andrade T. (consultor marítimo del Ministerio de Relaciones Exteriores de Chile).
Perú ha argumentado que la alusión a "la frontera marítima" en dicho documento provendría de una redacción errónea, dado que no se condice con la misión que les fue encomendada por sus respectivos gobiernos, y que sería ambigua dado que señala que "la marca anterior estaría situada en las inmediaciones del Hito número Uno, en territorio peruano".

Reunidos los Representantes de Chile y del Perú, que suscriben, en la frontera chileno-peruana, acordaron elaborar el presente documento que se relaciona con la misión que les ha sido encomendada por sus respectivos Gobiernos en orden a estudiar en el terreno mismo la instalación de marcas de enfilación visibles desde el mar, que materialicen el paralelo de la frontera marítima que se origina en el Hito número uno (N°.1).
Introducción del Acta entre los representantes de Chile y Perú, de 26 de abril de 1968

El 22 de agosto de 1969 la Comisión Mixta chileno-peruana da cuenta de la finalización de los trabajos mediante un acta suscrita en Arica, en dos ejemplares originales, por Jorge Velando Ugarteche (embajador y presidente de la Delegación del Perú), Jorge Parra del Riego (representante de la Marina de Guerra del Perú), Rodolfo Gaige Anzardo (jefe del Departamento de Fotogrametría del Instituto Geográfico Militar del Perú), Jorge del Águila S. (jefe del Departamento de Geofísica y Oceanografía de la Dirección de Hidrografía y Faros del Perú), José L. Rivera L.A. (asesor técnico de la Dirección de Hidrografía y Faros del Perú), Alejandro Forch Petit (secretario general de la Dirección de Fronteras y Límites del Estado y presidente de la Delegación de Chile), Ricardo Cepeda Marinkovic (jefe del Departamento de Límites Internacionales de la Dirección de Fronteras y Límites del Estado, del Ministerio de Relaciones Exteriores de Chile), Alberto Andrade T. (consultor marítimo de la Dirección de Fronteras y Límites del Estado, del Ministerio de Relaciones Exteriores de Chile).

Los Representantes de Chile y del Perú, que suscriben, designados por sus respectivos Gobiernos con el fin de verificar la posición geográfica primigenia del Hito de concreto número uno (N.º 1) de la frontera común y de fijar los puntos de ubicación de las Marcas de Enfilación que han acordado instalar ambos países para señalar el límite marítimo y materializar el paralelo que pasa por el citado Hito número uno, situado en la orilla del mar, se reunieron en Comisión Mixta, en la ciudad de Arica, el diecinueve de agosto de mil novecientos sesenta y nueve.
Introducción del Acta de la comisión mixta entre Chile y Perú, de 22 de agosto de 1969

La prensa de la época informó de aquellos sucesos. Así, por ejemplo, "La Voz de Tacna" expresó el 21 de agosto de 1969, que "Las comisiones de Perú y Chile están reuniéndose desde ayer con el objeto de determinar la mejor manera de que pueda visualizarse la frontera marítima entre los dos países", a su vez,  "La Concordia" de Arica informó, el 24 de agosto de 1969, que "Se fijó ubicación de dos fanales que marcarán límites marinos".
La interpretación chilena indica que el acta definió en el terreno la frontera marítima, confirmando la existencia previa del límite, que resultaba válido para ambas partes.
La interpretación peruana es que la comisión no fue constituida para demarcar fronteras, sino para construir ayudas para la navegación de los pesqueros artesanales, por lo que la referencia a "límite marítimo" se refiere a la zona especial que se había acordado en 1954 y no a la frontera marítima entre ambos países; se agrega además que el acta hace referencia menciona que una de las marcas "está a 6.0 metros al oeste del Hito número Uno, en territorio peruano". La constitución peruana entonces vigente indicaba que era función del Congreso aprobar los tratados, concordatos y demás convenciones que se celebraran con los gobiernos extranjeros, y las actas sobre los faros no fueron aprobados ni considerados en ninguna legislatura.
En 1972, Perú y Chile construyeron dos faros en el paralelo del Hito n.º 1, los cuales lanzaban un haz de luz, como parte de la concreción de los acuerdos anteriores.
El faro peruano fue retirado en diciembre de 2001, luego de que sufrió daños tras un sismo; parte de los escombros cayeron al sur del paralelo, siendo recogidos por maquinarias peruanas.
La Cancillería chilena presentó un reclamo formal a su similar peruano por el ingreso sin autorización de tales maquinarias, aunque hubiese sido por razones inocentes, al caer parte de los escombros en territorio chileno. El diputado Iván Paredes presentó un reclamo pues supuso que el retiro del faro podría ser usado por el Perú para modificar el límite marítimo en el futuro, el cual no pasó a mayores.

### Fase oral del proceso

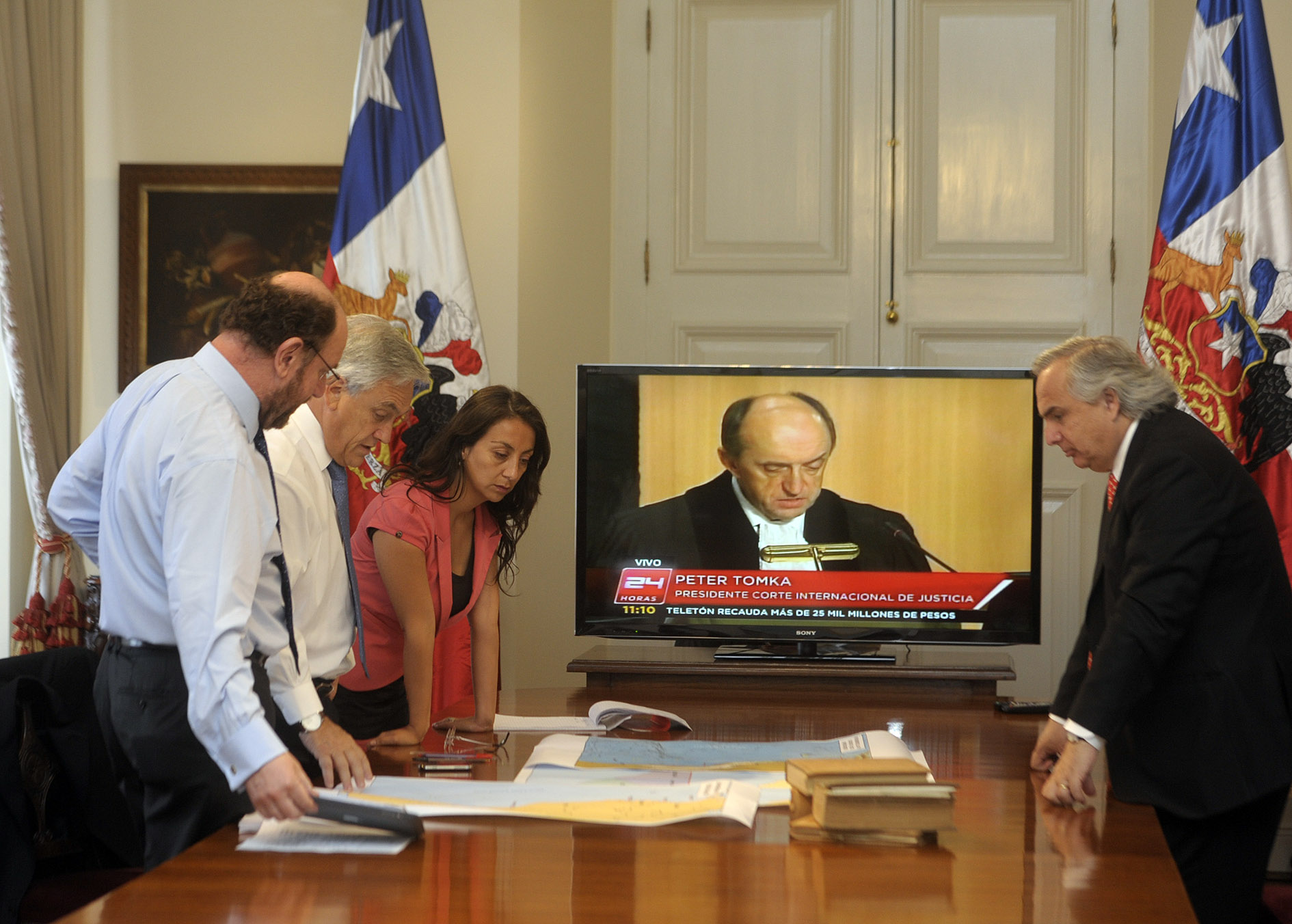
El presidente de Chile Sebastián Piñera y sus ministros analizan los alegatos del Perú durante la primera jornada de la fase oral del proceso.

### Sentencia

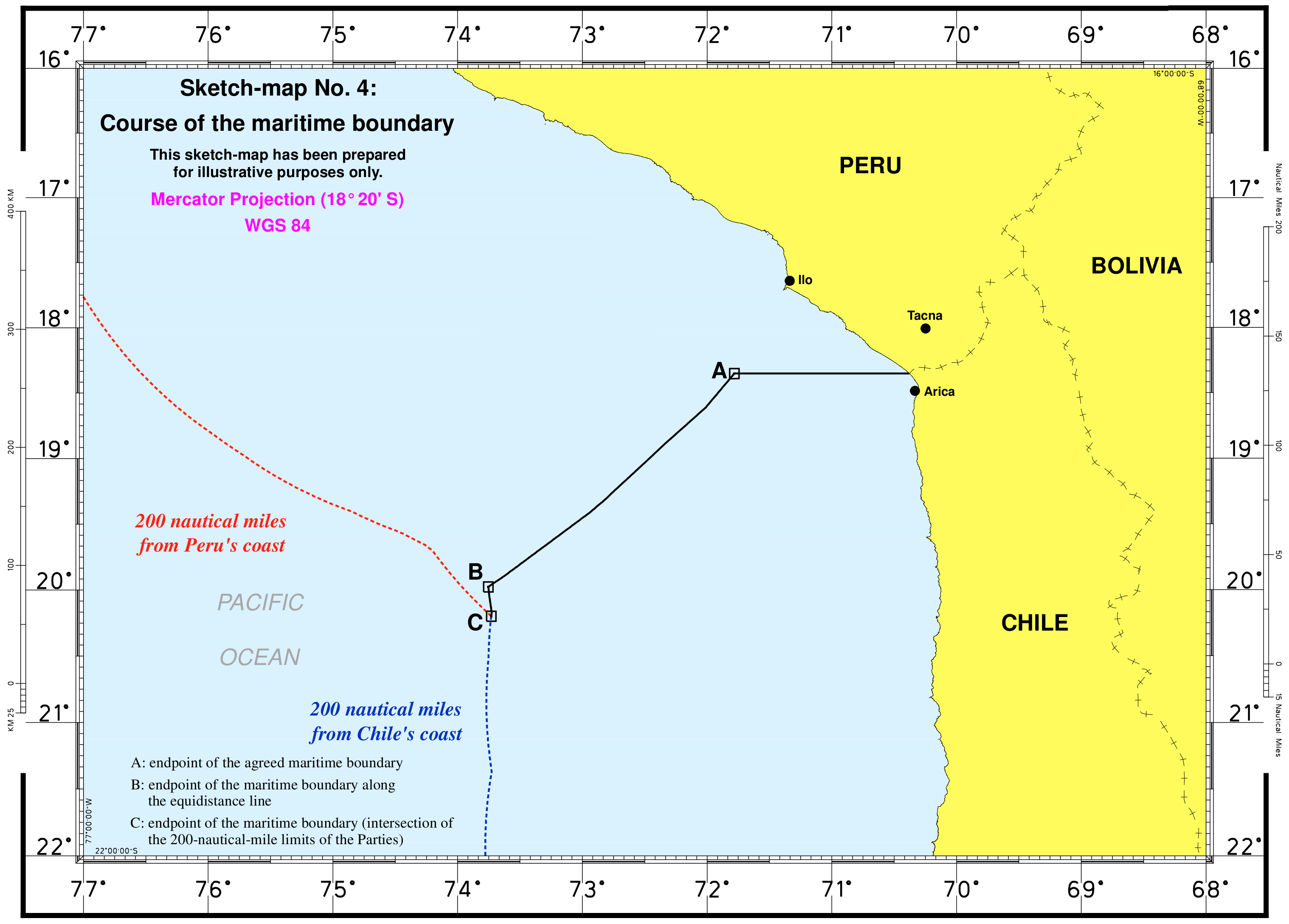
Mapa esquemático de la Corte, que muestra límites marítimos entre Chile y Perú, según su sentencia.

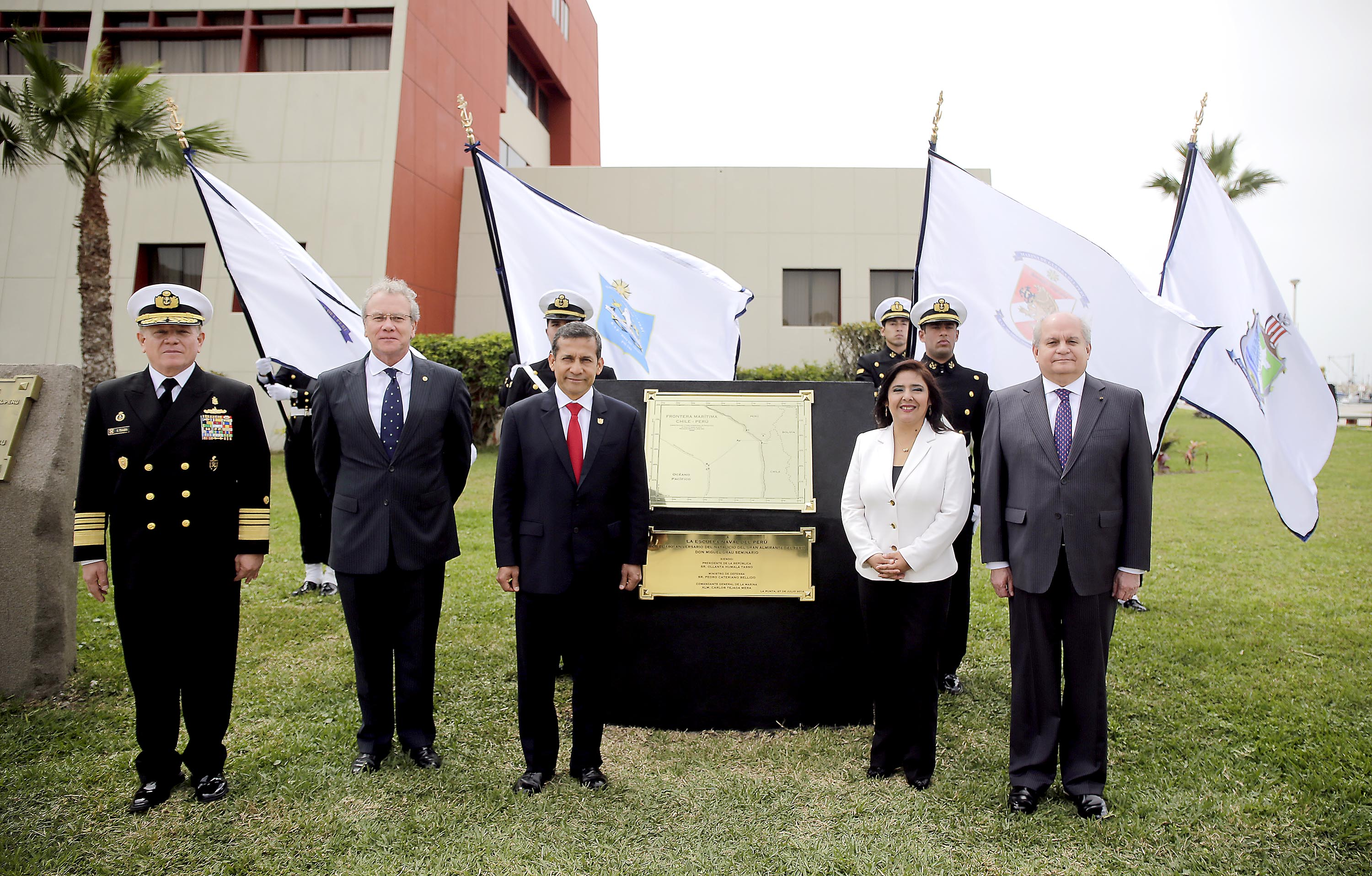
El Presidente peruano Ollanta Humala y el ministro de Defensa, Pedro Cateriano, acompañados del comandante general de la Marina, almirante Carlos Tejada, develan el 27 de julio de 2014 la placa conmemorativa de la delimitación marítima entre Perú y Chile, consecuencia del fallo de la Corte Internacional de Justicia de La Haya.

### Convención de Derecho del mar de 1982
Durante la III Conferencia sobre el Derecho del Mar (1982), organizada por las Naciones Unidas, se aprobó la Convención sobre el Derecho del Mar (CONVEMAR), en cuyo texto se establece:
- Mar territorial: hasta un límite de 12 millas marinas medidas a partir de las líneas de base.
- Zona contigua: hasta un límite de 24 millas marinas medidas a partir de las líneas de base.
- Zona económica exclusiva: hasta un límite de 200 millas marinas medidas a partir de las líneas de base.

Sin embargo, respecto a situaciones en las que las costas de los Estados son adyacentes, la convención señala en su artículo 15 la posibilidad de delimitar el mar territorial, de 12 millas marinas, mediante una "una línea media cuyos puntos sean equidistantes de los puntos más próximos de las líneas de base a partir de las cuales se mida la anchura del mar territorial de cada uno de esos Estados. No obstante, esta disposición no será aplicable cuando, por la existencia de derechos históricos o por otras circunstancias especiales, sea necesario delimitar el mar territorial de ambos Estados en otra forma".
Por su parte, el mismo instrumento, señala la situación referente a la delimitación de la zona económica exclusiva entre Estados con costas adyacentes o situadas frente a frente. A estos efectos dispone lo siguiente:

Artículo 74. Delimitación de la zona económica exclusiva entre Estados con costas adyacentes o situadas frente a frente.

1. La delimitación de la zona económica exclusiva entre Estados con costas adyacentes o situadas frente a frente se efectuará por acuerdo entre ellos sobre la base del derecho internacional, a que se hace referencia en el artículo 38 del Estatuto de la Corte Internacional de Justicia, a fin de llegar a una solución equitativa.

2. Si no se llegare a un acuerdo dentro de un plazo razonable, los Estados interesados recurrirán a los procedimientos previstos en la Parte XV.

3. En tanto que no se haya llegado a un acuerdo conforme a lo previsto en el párrafo 1, los Estados interesados, con espíritu de comprensión y cooperación, harán todo lo posible por concertar arreglos provisionales de carácter práctico y, durante ese período de transición, no harán nada que pueda poner en peligro u obstaculizar la conclusión del acuerdo definitivo. Tales arreglos no prejuzgarán la delimitación definitiva.

4. Cuando exista un acuerdo en vigor entre los Estados interesados, las cuestiones relativas a la delimitación de la zona económica exclusiva se resolverán de conformidad con las disposiciones de ese acuerdo.
Convención de las Naciones Unidas sobre el Derecho del Mar

Chile, el Perú y Ecuador fueron países invitados a la firma de este tratado. Chile lo ratificó en 1997, Ecuador lo hizo el 22 de julio de 2012, mientras el Perú no lo ha hecho (a fecha de 2012, contando con solo un estudio por parte del Congreso en 2001).
Cabe destacar que al ratificar la Convención de las Naciones Unidas sobre el Derecho del Mar, Chile estableció reservas explícitas a la sección 2 de la misma (sobre Procedimientos obligatorios conducentes a decisiones obligatorias), de acuerdo con el artículo 298, que faculta a los Estados a manifestar que no aceptan algunos de los medios de solución de las controversias relativas a la interpretación o la aplicación de la convención, como serían los conflictos de delimitación marítima. En este caso, el único organismo que tendría atribuciones para resolver este tipo de situaciones sería la Corte Internacional de Justicia.

### Nota diplomática de 1986
El primero en fundamentar la tesis de la existencia de un diferendo marítimo entre Chile y el Perú, habría sido el ex vicealmirante de la Marina de Guerra peruana, Guillermo Faura Gaig, en el libro "El Mar peruano y sus límites" de 1977, donde indica que no existiría un tratado de límites marítimos entre ambos países.
Posteriormente, el presidente de la delegación peruana ante la Tercera Conferencia del Derecho del mar de 1980, hizo presente que existían coincidencias con la tesis peruana que indicaba que el mar territorial entre Estados adyacentes debía ser una línea equidistante, y que al establecerse los límites de la zona económica exclusiva y la plataforma continental, debía buscarse a una solución equitativa. Tales criterios expuestos se hicieron en un debate general, no relacionado con gestión alguna respecto de Chile.
En 1985 el ministro de Relaciones Exteriores del Perú de la época, Allan Wagner, aborda el tema de manera formal con el entonces ministro de Relaciones Exteriores chileno, Jaime del Valle.
Al año siguiente, en 1986, el ministro Jaime del Valle recibió al embajador peruano en Chile, Juan Miguel Bákula Patiño, quien le expuso la posición peruana sobre la necesidad de suscribir un tratado de límites marítimo, conforme a las reglas del Derecho internacional, bajo la premisa que era preciso alcanzar una delimitación formal y definitiva de los espacios marinos..
El 23 de mayo de 1986 la embajada del Perú en Santiago de Chile hizo entrega de un memorándum (nota 50-4-M/17) resumiendo la postura oficial peruana sobre el asunto, el mismo que registró el sentido y el alcance de la Misión del Embajador Bakula, señalando que la zona especial establecida por la Convención sobre Zona Marítima Fronteriza, "referida a la línea del paralelo del punto al que llega la frontera terrestre", debí considerarse como una fórmula que, si bien había cumplido el objetivo expreso de evitar incidentes con "gentes de mar con escasos conocimientos de náutica", no resultaba adecuada para satisfacer las exigencias de la seguridad ni para la mejor atención de la administración de los recursos marítimos, con el agravante de que una interpretación extensiva podría generar una notoria situación inequitativa y de riesgo, en desmedro de los legítimos intereses del Perú, que aparecerían gravemente lesionados.

[...] 

Uno de los casos que merece una inmediata atención, se refiere a la delimitación formal y definitiva de los espacios marinos, que complementan la vecindad geográfica entre el Perú y Chile, y que han servido de escenario a una larga y fructífera acción común.

En la actualidad, la existencia de una zona especial - establecida por la "Convención sobre Zona Marítima Fronteriza" - referida a la línea del paralelo del punto al que llega la frontera terrestre, debe considerarse como una fórmula que, si bien cumplió y cumple el objetivo expreso de evitar incidentes con "gentes de mar con escasos conocimientos de náutica", no resulta adecuada para satisfacer las exigencias de la seguridad ni para la mejor atención de la administración de los recursos marinos, con el agravante de que una interpretación extensiva, podría generar una notaría situación inequitativa y de riesgo, en desmedro de los legítimos intereses del Perú, que aparecerían gravemente lesionados.

La definición de nuevos espacios marítimos, como consecuencia de la aprobación de la Convención sobre el Derecho del Mar, que contó con el voto del Perú y de Chile, y la incorporación de sus principios a la legislación interna de los países, agrega un nivel de urgencia, pues ambos Estados deberán definir las características de su mar territorial, de la zona contigua y de la zona económica exclusiva, así como de la plataforma continental, o sea el suelo y el subsuelo del mar, también hasta las 200 millas, incluyendo la referencia a la delimitación de dichos espacios en la vecindad internacional.

[...]

No es necesario subrayar la conveniencia de prevenir las dificultades que se derivarían de la ausencia de una demarcación marítima expresa y apropiada; o de una deficiencia en la misma que podría afectar la amistosa conducción de las relaciones entre Chile y el Perú.

[...]
Nota M/147, de la Embajada del Perú al Ministerio de Relaciones Exteriores de Chile. Santiago, 23 de mayo de 1986

En respuesta, el embajador chileno Jaime del Valle emite un memorándum y una nota oficial el 26 de mayo de 1986 donde reconoce que "el límite marítimo con Perú es un problema que tenemos que estudiar y que no podemos dejar para las calendas griegas".

## Historia

### Nota diplomática de 2004
El 19 de julio de 2004 el canciller del Perú, Manuel Rodríguez Cuadros, inicia el actual proceso al solicitar de manera formal, a través de una nota diplomática dirigida a la canciller de Chile, Soledad Alvear, el inicio de negociaciones entre el Perú y Chile para delimitar la frontera marítima.
Rodríguez Cuadros señala en la nota que "[...] hasta la fecha el Perú y Chile no han celebrado, de conformidad con las reglas del Derecho Internacional un tratado de delimitación marítima [...], que "no existe límite marítimo entre los dos países", añadiendo que "Estas consideraciones, de la mayor importancia en la relación bilateral, me llevan a proponer formalmente a Vuestra Excelencia el inicio, a la brevedad posible, de negociaciones bilaterales para resolver esta controversia. Propongo, asimismo, que estas negociaciones comiencen dentro de los próximo sesenta días. Las mismas podrían llevarse a cabo en la ciudad de Lima, en la ciudad de Santiago de Chile o en la ciudad que se escoja de común acuerdo. La finalidad de estas negociaciones deberá ser el establecimiento del límite marítimo entre el Perú y Chile de conformidad con las normas del Derecho Internacional, mediante un tratado específico sobre esta materia." Esta Nota es respondida el 10 de setiembre del mismo año por la ministra de Relaciones Exteriores de Chile (Soledad Alvear)
El 4 de noviembre de 2004, los Cancilleres Ignacio Walker de Chile, y Manuel Rodríguez Cuadros del Perú, durante la Cumbre XVIII de Río de Janeiro emitieron un comunicado expresando que: Los cancilleres reafirman que el tema de la delimitación marítima entre ambos países, respecto del cual tenemos posiciones distintas, es una cuestión de naturaleza jurídica y que constituye estrictamente un asunto bilateral que no debe interferir en el desarrollo positivo de la relación entre Perú y Chile.

### Ley peruana de Líneas de Base del Dominio Marítimo de 2005

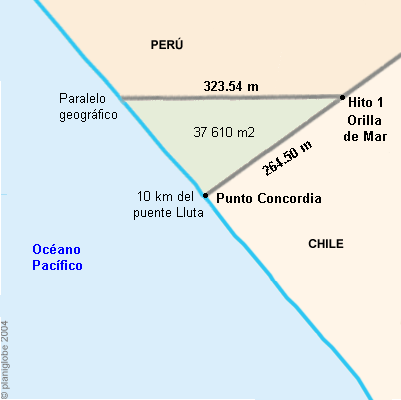
Detalle del Hito 1 Orilla de Mar y del Punto Concordia en el límite entre Chile y el Perú, según postura peruana.

La constitución peruana de 1979 indica en su artículo 98 que "El dominio marítimo del Estado comprende el mar adyacente a sus costas, así como su lecho y subsuelo, hasta la distancia de doscientas millas marinas medidas desde las líneas que establece la ley". El mismo texto es conservado en la constitución de 1993 en el artículo 54.º
En el Perú, el 28 de octubre de 2005 fue presentado un proyecto de ley ante el Congreso de la República que indicaba el establecimiento de líneas de bases para la definición del dominio marítimo del Perú sobre el Océano Pacífico, "en cumplimiento del artículo 54° de la Constitución Política del Perú y de conformidad con el Derecho Internacional" (Ley de Líneas de Base del Dominio Marítimo del Perú). Estas líneas están basadas en trazos de 200 millas náuticas desde diversos puntos geográficos perpendiculares a la costa del Perú. En el sur, al superponerse con las 200 millas de Chile, utiliza la bisectriz como método recomendado por la Convención del Mar, determinando las coordenadas WGS84 Latitud 18°21′8″ S, Longitud 70°22'39" Oeste del punto Concordia como la línea base del límite marítimo.
La ley toma como base el punto denominado "Concordia" que correspondería al límite entre Chile y Perú en la costa, definido por el Tratado de 1929 y ubica a diez kilómetros al norte del puente del río Lluta, medidos desde el centro del puente con un arco de circunferencia hasta cortar la costa en el mar.
Para Chile, este punto ubicado al sur del Hito n.º1, no es el inicio del límite terrestre con el Perú. La zona entre la costa, el paralelo del Hito n.º1 y el Punto Concordia correspondería a unos 37.610 m² terrestres.
En el límite sur de esta frontera marítima se produce un polígono que produce el conflicto. Este polígono se superpone en 10.820 mi² al mar que según Chile le pertenece según los acuerdos de 1952 y 1954. Los vértices del polígono son:
- Vértice oriental, ubicado a 200 millas al suroeste de punta San Juan, en la Región Tacna del Perú.
- Vértice meridional, ubicado a 200 millas al noroeste de Pisagua, en la Región de Tarapacá Chile.
- Vértice occidental, el punto "Concordia" ubicado a 264.50 metros al sur del Hito n.º1.

Por 98 votos contra 0, el Congreso del Perú aprobó este proyecto el 3 de noviembre de 2005 y fue promulgado, por el presidente Alejandro Toledo, el mismo día. Se publicó en El Peruano el 4 de noviembre de 2005, convirtiéndose en la Ley n.º 28.621.

### Reacciones a la ley peruana de 2005
Si bien el Perú había manifestado durante los últimos años en que la delimitación marítima era un tema pendiente en la agenda bilateral entre ambos países, la presentación del proyecto de ley provocó sorpresa en el gobierno chileno, el que reaccionó respondiendo que esta afectaba la soberanía del país.
El gobierno chileno, encabezado por Ricardo Lagos, rechazó cualquier pretensión peruana sobre las aguas al sur del paralelo del Hito n.º1, opiniones que fueron apoyadas por todos los partidos políticos del país y por el Congreso Nacional de Chile, que aprobó un proyecto de acuerdo en apoyo a las actuaciones del presidente Lagos. Como manera de concitar apoyo internacional, el ministro de la Secretaría General de Gobierno, Osvaldo Puccio, fue enviado a Brasil y Argentina para informar de la situación que ocurre entre ambos países. Además, durante la IV Cumbre de las Américas, Lagos analizó la situación con el presidente George W. Bush.
En Chile se considera que esta situación era parte de una maniobra del gobierno de Alejandro Toledo para aumentar el bajo apoyo a su gestión presidencial.
Ciertos medios de comunicación llegaron a afirmar durante el período más álgido de la disputa que las Fuerzas Armadas de Chile se estaban concentrando en la frontera norte y movilizando en caso del estallido de una guerra entre ambas naciones, lo que fue rápidamente desmentido por el ministro de Defensa chileno Jaime Ravinet. Según él, las actividades militares chilenas en la zona son prácticas habituales.
Por su parte, Perú ha afirmado que la declaración de molestia del gobierno chileno son "expresiones inaceptables". Congresistas peruanos han afirmado que la aprobación de este proyecto de ley es un tema interno y que no tiene relación con la soberanía chilena. Además, no vulneraría tratados internacionales puesto que Chile y Perú nunca han firmado alguno sobre este tema. En medios peruanos, se afirmó que el gobierno de Lagos sobredimensionó este tema como parte de una estrategia para apoyar la candidatura a la presidencia de Michelle Bachelet[cita requerida], la cual se encontraría bajando sus posibilidades de obtener la victoria en primera vuelta. Por otra parte, se considera que la estrategia del gobierno chileno de hacer partícipes a distintos países podría favorecer la exigencia boliviana de reconocer un mar territorial, ya que Bolivia ha recurrido en oportunidades anteriores a organismos como la OEA su reclamo de salida al Pacífico.
Bolivia y Ecuador que en un principio rechazaron involucrarse en el asunto al ser informados por Chile, cambiaron posteriormente sus posturas. Bolivia aseguró que era de suma importancia su participación como una nueva forma de buscar una solución a su conflicto de mediterraneidad, mientras que el Congreso del Ecuador mostró su molestia al presidente Alfredo Palacio debido a la pasividad del Poder Ejecutivo ante este conflicto, previendo una futura modificación de su límite marítimo por parte del Perú.
Finalmente, el 2 de diciembre de 2005, se firmó un acuerdo entre los presidentes Lagos y Palacio que ratifica los acuerdos de 1952 y 1954, lo que generó la molestia del gobierno del Perú.

### Ley chilena que crea la Región de Arica y Parinacota de 2006
El Congreso Nacional de Chile, el 19 de diciembre de 2006, aprobó un proyecto de ley para crear la Región de Arica y Parinacota que, en el inciso segundo del artículo 1.º, consideraba "el paralelo del Hito n.º 1 en el Mar Chileno" como inicio de la frontera norte de la nueva región. Dicho inciso, que contempla los límites de la nueva región, tuvo origen en una indicación presentada por la presidenta Michelle Bachelet durante el segundo trámite constitucional del proyecto.
El 10 de enero de 2007 la cancillería del Perú entregó al embajador de Chile en Lima, Cristián Barros, una nota de protesta por los límites considerados en dicho proyecto de ley como frontera norte de la nueva región, que incumpliría el Tratado de Lima 1929, pues el límite se iniciaría en el océano Pacífico a diez kilómetros del centro del puente del río Lluta, en la orilla del mar. Mientras que la Ley peruana de demarcación territorial de la Provincia de Tacna, Departamento de Tacna (Ley n.º 27415) de febrero de 2001, señala que la Provincia de Tacna limita por el suroeste con el océano Pacífico y que "El límite se inicia en el Hito n.º 01 (Océano Pacífico), continúa por la línea litoral hasta la desembocadura de la quebrada Los Mendocinos", por el noroeste. El 24 de enero de 2007 la cancillería peruana envía a Chile una segunda nota de protesta.
El 26 de enero de 2007, la disposición en cuestión fue declarada inconstitucional por el Tribunal Constitucional de Chile por un vicio formal, "por cuanto su contenido no tiene relación directa con las ideas matrices o fundamentales del proyecto original del Ejecutivo sobre la materia, violándose de esta forma el artículo 69, inciso primero, de la Carta Fundamental", referente al procedimiento de formación de la ley, siendo eliminado de su texto.

### Comunicaciones enviadas a las Naciones Unidas en 2007
El 27 de mayo de 2007 el Gobierno de Chile envió a las Naciones Unidas una Objeción respecto "Ley de Líneas de Base del Dominio Marítimo del Perú", tras la publicación de dicha ley en la sección sobre Legislación y Tratados del sitio web de la Division for Ocean Affairs and the Law of the Sea (DOALOS), de las Naciones Unidas, expresando que el punto n.º 266 indicado en la ley, con coordenadas 18°21′8″ S y 70°22′39 W y descrito como "Punto en la costa Límite internacional terrestre Chile-Perú" o Punto "Terminus Sur", no coincidiría con las mediciones establecidas por ambos países y que implicaría un desconocimiento de la línea fronteriza convenida, y que el límite marítimo correspondería al paralelo 18°21′3″, que sería el Hito n.º 1.
El 10 de agosto de 2007 el gobierno del Perú envió una respuesta, a las Naciones Unidas, a la objeción de Chile sobre la Ley de Líneas de Base del Dominio Marítimo, señalando que el "Hito n.º 1" no sería el terminus terrestre sino el "Punto Concordia", en la zona de intersección de la tierra con el mar, y que figuraba así en las cartas de la rada de Arica publicadas por Chile hasta el 30 de agosto de 1998, situación modificada en ediciones posteriores; tal hecho implicaría un desconocimiento de la línea fronteriza fijada por ambos países mediante el Tratado de 1929 y la demarcación de 1930. Además, reitera la posición peruana sobre que la delimitación marítima es un tema pendiente, debido a la inexistencia de un tratado sobre la materia.

### Publicación de la nueva cartografía peruana en 2007
El Perú aprobó mediante un Decreto Supremo, publicado en el Diario Oficial El Peruano, de 12 de agosto de 2007, una nueva cartografía sobre su dominio marítimo, en cumplimiento a lo dispuesto en la Ley n.º 28.621, de Líneas de Base del Dominio Marítimo del Perú, estableciendo las líneas de bases y la proyección de límite exterior del mar territorial peruano hasta la distancia de 200 millas marinas, abarcando una zona de cerca de 38.000 km² en forma de trapecio, considerados como soberanos por Chile, destacándola en la misma como un "Área en Controversia". El área contigua se ha denominado "Triángulo Exterior" y son considerados como aguas internacionales por Chile y en el Perú como parte de su dominio marítimo.

### Ley peruana modificatoria de la demarcación territorial de Tacna de 2008
El 14 de enero de 2008 se presentó ante el Congreso del Perú un proyecto de ley que "precisa el artículo 3º de la Ley N.º 24715, Ley de demarcación territorial de la provincia de Tacna, departamento de Tacna", con la finalidad de indicar que, conforme a la interpretación peruana, de acuerdo con el Tratado de 1929, la frontera entre el Perú y Chile se inicia en el punto Concordia y no en el Hito n.º 1, eliminando para ello la referencia al "Hito n.º 01 (océano Pacífico)" que contenía la ley demarcatoria de la Región Tacna de 2001. Este proyecto de ley fue aprobado el 16 de enero del mismo año, y publicado como Ley n.º 29189 en El Peruano el día siguiente

### Argumentos de la postura peruana

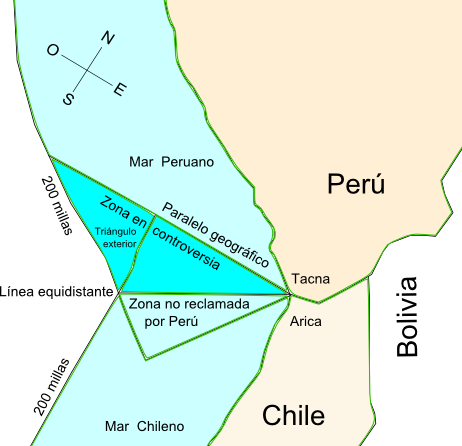
Mapa presentado por Alain Pellet, abogado de la parte peruana, donde expone que el triángulo exterior y la zona en controversia forman parte de las 200 millas peruanas

### Argumentos de la postura chilena

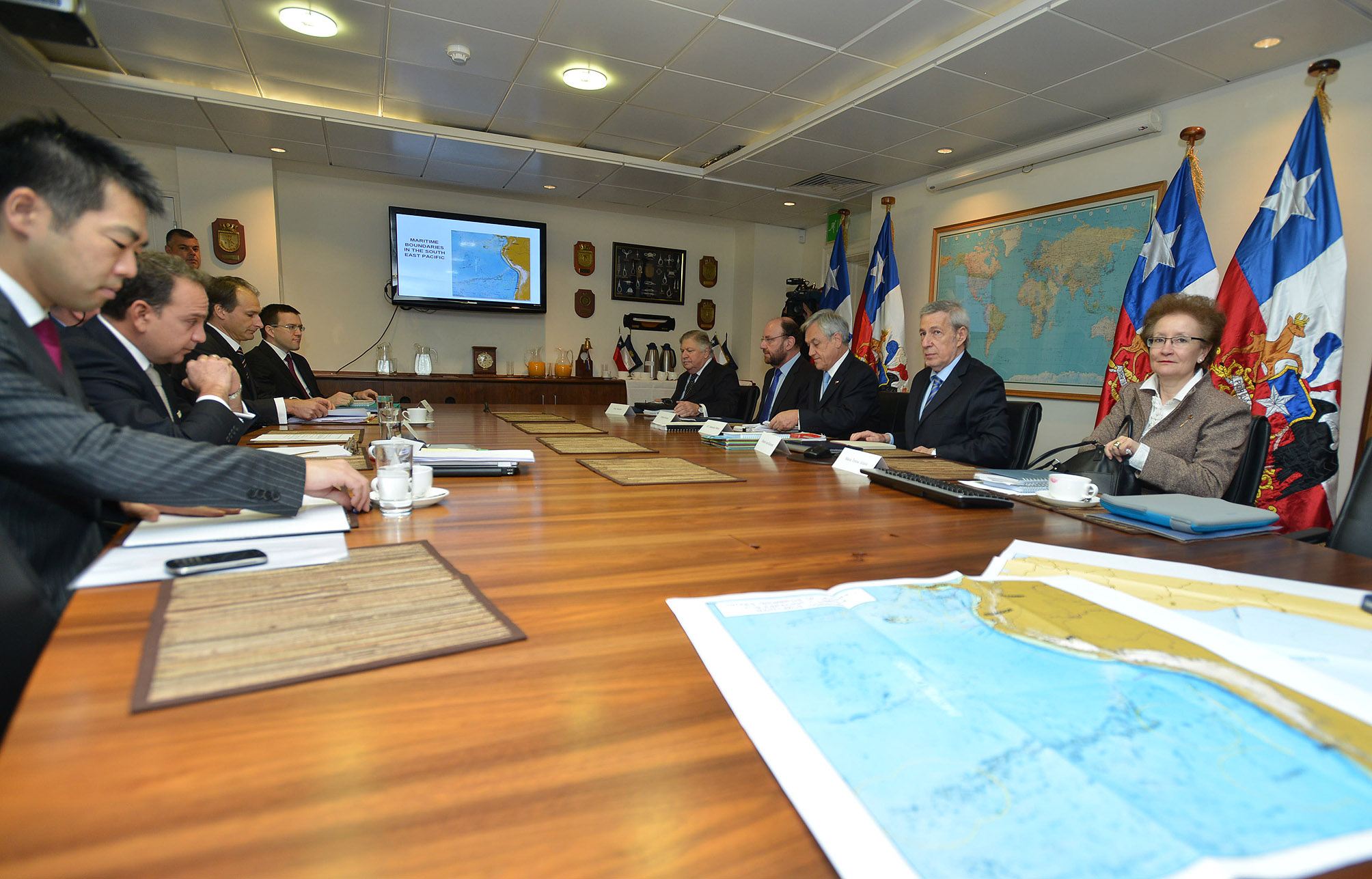
Presidente Sebastián Piñera reunido con agentes y abogados de Chile en Londres el 16 de noviembre de 2012